# Bistum Lavaur

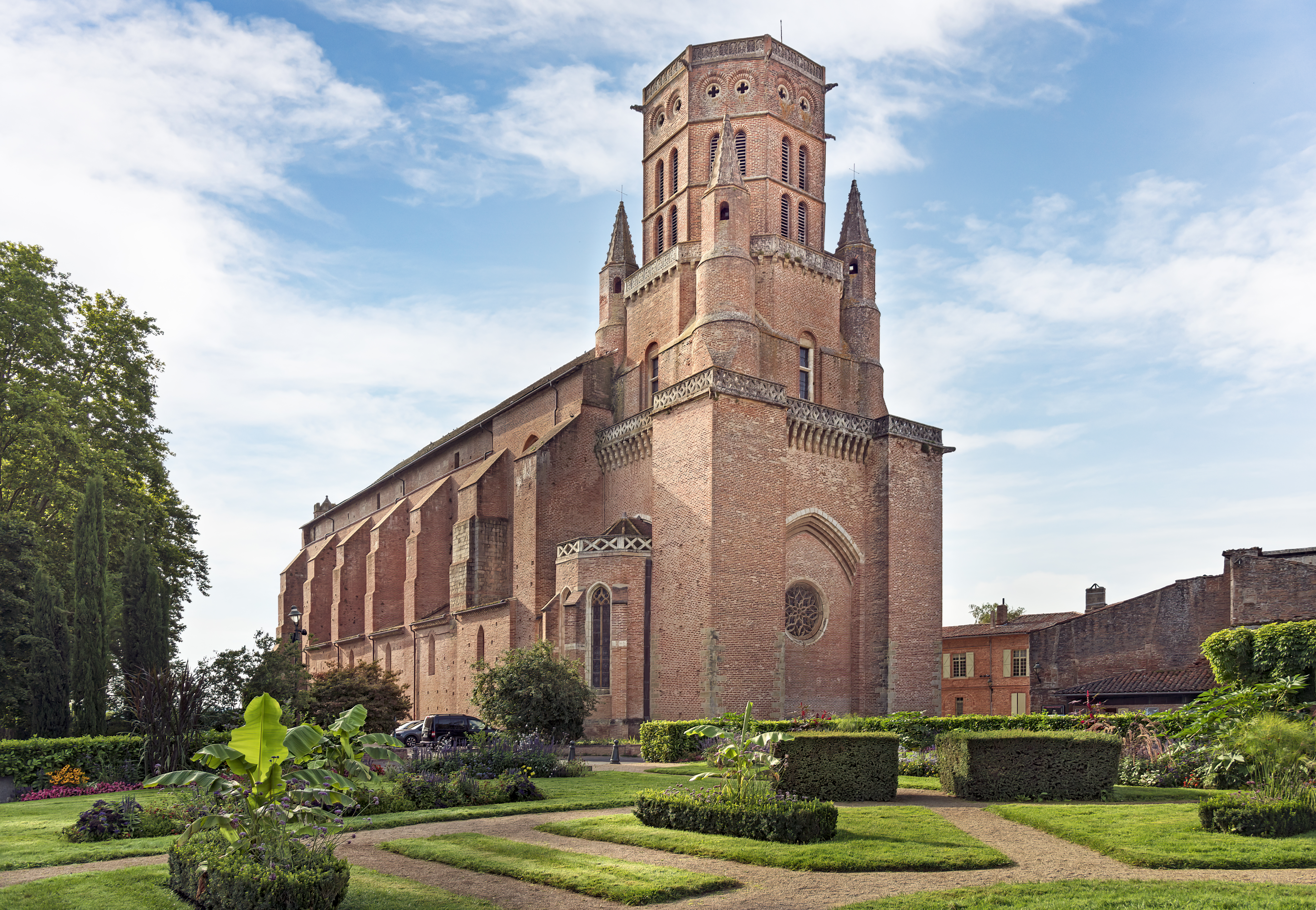
Die Kathedrale Saint-Alain in Lavaur

Das Bistum Lavaur (lateinisch Dioecesis Vaurensis) war eine in Frankreich gelegene römisch-katholische Diözese mit Sitz in Lavaur.

## Geschichte
Das Bistum Lavaur wurde am 11. Juli 1317 durch Papst Johannes XXII. aus Gebietsabtretungen des Erzbistums Toulouse errichtet. Erster Bischof war Roger d’Armagnac. Das Bistum Lavaur war dem Erzbistum Narbonne als Suffraganbistum unterstellt.
Am 29. November 1801 wurde das Bistum Lavaur infolge des Konkordates von 1801 durch Papst Pius VII. mit der Päpstlichen Bulle Qui Christi Domini aufgelöst und das Territorium wurde dem Bistum Montpellier angegliedert.